# Hogna juanensis
Hogna juanensis là một loài nhện trong họ Lycosidae.
Loài này thuộc chi Hogna. Hogna juanensis được Embrik Strand miêu tả năm 1907.